# Никитюк, Борис Александрович
Борис Александрович Никитюк (1933—1998) — российский учёный-биолог, анатом, морфолог и антрополог, профессор, доктор наук, член-корреспондент РАМН (с 1995). Основоположник, так называемой, «интегративной» антропологии.
Сын — российский анатом, академик РАН (2022) Д. Б. Никитюк (род. 1962).

## Биография
Длительное время руководил кафедрой спортивной морфологии Российской государственной академии физической культуры.

## Научная деятельность
Занимался исследованиями по морфологии черепа и скелетной системы, ауксологии, биологии старения и спортивной антропологии.
Автор ряда монографий в области функциональной и спортивной антропологии, морфологии человека. В последние годы жизни разрабатывал направление, так называемой, интегративной антропологии.

### Избранные работы
- Интегративная биосоциальная антропология. — М., 1996 (в соавт.)
- Факторы роста и морфо-функционального созревания организма: (Анализ наследственных и средовых влияний на постнатальный онтогенез) / Секция химико-технологических и биологических наук АН СССР. — М.: Наука, 1978. — 142 с.
- Интегративные подходы в возрастной и спортивной антропологии: монография. — М.: Институт психологии РАН, 1999. — 224 с. — ISBN 5-201-02294-4.
- Интегративная антропология и экология человека: области взаимодействия. — 1995 (в соавт.)
- Очерки теории и истории интегративной антропологии. — 1995 (в соавт.)
- Интеграция знаний в науках о человеке: (Современная интегративная антропология) / Рос. гуманит. науч. ф. — М.: СпортАкадемПресс, 2000. — 440 с. — ISBN 5-8134-0025-7.